# Cynometra nyangensis
Cynometra nyangensis är en ärtväxtart som beskrevs av François Pellegrin. Cynometra nyangensis ingår i släktet Cynometra, och familjen ärtväxter. Inga underarter finns listade i Catalogue of Life.